# Moreno Valley (Kalifornija)
Moreno Valley je grad u američkoj saveznoj državi Kalifornija. Prema popisu stanovništva iz 2010. u njemu je živjelo 193.365 stanovnika.